# أوشان (مصيسي)
أوشان هي إحدى مشيخات المملكة المغربية، تتبع جغرافيا لإقليم تنغير وإداريًا لمصيسي. يقدر عدد سكانها بـ 1560 نسمة حسب الإحصاء الرسمي للسكان والسكنى لسنة 2004.